# Herman Van Uytven
Herman Van Uytven (22 juni 1962) is een Belgische voormalige atleet, die gespecialiseerd was in het discuswerpen. Hij werd eenmaal Belgisch kampioen.

## Biografie
Na verschillende ereplaatsen te hebben behaald werd Van Uytven in 1991 Belgisch kampioen discuswerpen. Van Uytven was aangesloten bij DCLA en stapte over naar FC Luik.
Van Uytven werd trainer, eerst bij Regio Oost-Brabant Atletiek (ROBA) en daarna terug bij DCLA. Hij is docent bij de Vlaamse trainerschool.
Beroepsmatig is Van Uytven actief als ICT-specialist aan de KU Leuven. Hij werkte onder andere in 1989 mee aan de eerste Belgische internetverbinding.

## Belgische kampioenschappen
| onderdeel    | jaar |
| ------------ | ---- |
| discuswerpen | 1991 |

## Persoonlijk record
| Onderdeel    | Prestatie | Datum       | Plaats             |
| ------------ | --------- | ----------- | ------------------ |
| discuswerpen | 55,44 m   | 8 juni 1992 | Naimette-Xhovémont |

## Palmares
discuswerpen
- 1985:  BK AC
- 1987:  BK AC
- 1989:  BK AC - 49,32 m
- 1990:  BK AC - 50,68 m
- 1991:  BK AC - 51,64 m
- 1992:  BK AC - 48,60 m